# Lo siento
«Lo siento» (I'm Sorry) es una canción interpretada por la cantante mexicana Belinda que forma parte de su álbum debut Belinda (2003) y es el primer sencillo de dicho álbum. Es una versión en español del tema I'm Sorry de la cantante ucraniana Mika Newton.

## Información
Fue escrita por Lucy Abbot, Sara Eker y Cheryl Parker, adaptado por Belinda, co-adaptado y producido por Graeme Pleeth. La canción tuvo gran popularidad en México, alcanzó el puesto número 1 a nivel nacional en tan solo seis semanas. En Perú la canción saltó del puesto 18 al número 1, quedándose cuatro semanas en el primer lugar. Esta canción marcó el cambio de ritmo de sus canciones, dejando de lado las suyas de cuando era una niña.

## Adaptaciones
Versión original
- Mika Newton - "Im Sorry"

Adaptaciones
- Nakanomori BAND - "TOY"

## Video musical
El video musical fue filmado por Oliver Castro, con la producción de la compañía Distrito Films. Muestra un fondo, filmado en una pantalla verde, con una variedad de gráficos y bailarines. Hay una parte donde Belinda tiene un vestido negro y un par de tenis converse; también hay otra escena donde usa una blusa rosa. El video termina con una escena donde Belinda pinta la palabra «Lo siento» en una pared imaginaria, como si estuviera escribiendo en la pantalla de la televisión, se aleja y el video termina.
La coreografía estuvo bajo la dirección de Guillermina Gómez.

## Sencillo
Se lanzaron 3 sencillos de manera promocional para las emisoras radiodifusoras, el primero muestra la cara de Belinda dentro de la letra B, el segundo es la misma portada que el disco lanzado para España, ambos con un track y el tercero muestra el ojo de Belinda, que contiene remixes.

## Formatos
| CD Sencillo, Promo - México, España |                         |          |  |
| N.º                                 | Título                  | Duración |  |
| 1.                                  | «Lo siento» (I'm Sorry) | 3:28     |  |

| CD Sencillo, Lo siento - Remixes |                                  |          |  |
| N.º                              | Título                           | Duración |  |
| 1.                               | «Lo siento» (Versión Remix Main) | 5:15     |  |
| 2.                               | «Lo siento» (Remix Radio Edit)   | 3:25     |  |
| 3.                               | «Lo siento» (I'm Sorry)          | 3:28     |  |

## En otros medios
En el 2004 Belinda apareció en la serie de televisión Bakán interpretando el tema. La canción también ha sido interpretada por otras personas. En el 2004 fue interpretada por Leticia López en el concierto 16 de la tercera generación de La Academia, y más tarde, en el año 2008, fue interpretada por María Fernanda y Fabiola Rodas en el noveno concierto de la sexta generación.

## Posicionamiento en las listas
| Lista (2003 - 2004)                        | Posición |
| ------------------------------------------ | -------- |
| México Top 100[cita requerida]             | 10       |
| España Top 50 (PROMUSICAE)[cita requerida] | 1        |
| U.S. Billboard Latin Pop Airplay           | 34       |

## Premios y nominaciones
| Año  | Trabajo                     | Categoría     | Resultado |
| ---- | --------------------------- | ------------- | --------- |
| 2003 | Premios Pantalla de Cristal | Mejor edición | Nominada  |

## Versiones oficiales
- "Lo siento" (Versión Álbum)
- "Lo siento" (Remix Radio Edit)
- "Lo siento" (Versión Remix Main)
- "Lo siento" (Versión Salsa)

## Sé Diferente
Existe una canción llamada "Sé Diferente", cantada por la misma Belinda, que utiliza la misma música pero con la letra modificada, de la cual se grabó un videoclip en diciembre de 2003 con filmaciones desde distintos puntos de Monterrey y utilizado como parte de una campaña navideña de Televisa Monterrey. En el video aparecen varios de los conductores del canal.